# バックパッカーパラダイス
『バックパッカー・パラダイス』は、バックパッカーのための旅行雑誌、またそれら旅行書籍の出版を行う出版社旅行人が発行しさいとう夫婦が作画したノンフィクション・バックパッカー漫画。漫画と原作をさいとう克哉と小野まゆらが担当している。
この記事では『旅行人』（休刊中）などにて連載された『バックパッカー・パラダイス』シリーズをとりあげる。

## 概要
さいとう夫婦が『旅行人』で連載した、世界紀行漫画、こちらはアジア太平洋だけでなくその他の地域の訪問記も描かれている。
第一弾「旅人楽園」（以下、正編）
1991年から2年半の世界一周紀行を記録した紀行漫画。1996年旅行人社より刊行。2010年で10刷となるなどロングランを続けている。
訪問地 - アメリカ大陸（アメリカ・メキシコ・キューバ・コスタリカ・グアテマラ・コスタリカ・コロンビア・ブラジル・イースター島・チリ・ボリビア・ペルー）、ヨーロッパ・中近東（イギリス・フランス・スペイン・モロッコ・イタリア・ドイツ・オーストリア・ギリシャ・トルコ・シリア・ヨルダン・エジプト・ケニア・マラウイ・ジンバブエ）、アジア太平洋・中国（インド・ネパール・タイ・パプアニューギニア・インドネシア・カンボジア・中国・香港・台湾・日本）
凱風社より1995年7月初版発行/旅行人より1996年4月新装版発行 A5判416ページ
ISBN 978-4947702029
第二弾「楽園の暇」（以下、続編）
1998年8月1日発行、正編は夫婦二人旅であるが、こちらは一人旅・夫婦旅・子連れ旅3つのスタイルの旅となっている。こちらは中南米・小笠原諸島・ヒマラヤ・シンガポール・オランダなどを訪問している。
発行:旅行人・1998年7月初版発行 A5判276ページ
ISBN 978-4947702142
第四弾「ヴァイタミン」（以下、改編）
バイタリティーあふれる内容。トルコ・コロンビア・インドネシア・オランダ・ドイツ・ケニア・イギリス・ミクロネシア連邦・ミャンマーなどを訪問。
発行:旅行人・2008年1月初版発行 A5判320ページ
ISBN 978-4947702616
第三弾にあたる「旅でバビデブー」（新編）
これのみ、正編・続編・改編と違いぶんか社が出版。
チェコ・メキシコ・シンガポール・タイ・バリ島（インドネシア）・オランダ・ベリーズ・エクアドル・マラウイ・カンボジア・エジプト・キューバなどを訪問。

## 登場人物
さいとう克弥（さいとう　かつや）
漫画原作ユニット「さいとう夫婦」の夫。昭和43年生まれ、高校在学中より、マンガ、イラスト、模型作り、映画作り等に親しむ。卒業後、ヒマラヤに移住しようとインドに飛ぶがあえなく挫折するも、それを機会に旅行に開眼し、トルコやヨーロッパを放浪する。帰国後、広告代理店に就職し、デザイナー、イラストレーターの業務に従事する。1988年6月に小野まゆらと結婚。1991年に会社を辞め、妻と共に2年半に渡る世界一周旅行に出発。帰国後、1994年に『スーパーコミック・メーカー』(ビクターブックス)で第1回ダークホースコミック大賞の特別賞を受賞。旅行を題材にしたエッセイやコミックを中心に、フィクション漫画、文章コラム、イラストなど幅広い分野で活躍している。
小野まゆら（おの　まゆら）
同「さいとう夫婦」の妻。昭和41年生まれ、上福岡市の公団団地で22歳まで生まれ育つ。文化学院美術科を卒業後、広告代理店、イラストレーター、事務手伝いなどの仕事を経て、1990年にブルドッグを主人公とした実録漫画「カポネ・カポネち」で漫画家デビュー。1988年6月に（数年前、東京お茶の水の美術系専門学校で出会った）さいとう克弥と結婚。1991年春、夫と共に2年半に渡る世界一周旅行に出発。動物や旅行を題材にした作品が多い

## 単行本
- 『バックパッカー・パラダイス～旅人楽園～』
- 『バックパッカー・パラダイス２～楽園の暇～』
- 『旅でバビデブー』
- 『バックパッカー・ヴァイタミン』